# Karosa LC 735
A Karosa LC 735 a Karosa Állami Vállalat által 1982-től 1991-ig gyártott cseh távolsági és turistabusz, a Karosa ŠD 11 közvetlen utódja. 

## Konstrukció
Az LC 735 buszok koncepcionálisan a Karosa C 734 helyközi buszaira épülnek, amely a 700-as sorozat alapmodelljévé vált. Az LC 735 egy kettős tengelyű autóbusz, motorral és kézi ötsebességes váltóval a hátsó részen. A jobb oldalon két pillangószárnyajtó található. Az első (az első tengely előtt) két szárnyas, a hátsó (a hátsó tengely mögött) egyszárnyú és többnyire csak vészkijáratként szolgál. Kényelmes állítható ülések 2+2 rendben vannak elhelyezve a középső folyosó mentén, és mivel az ülések emelt padlózaton vannak elhelyezve, nagyobb a csomagtér (5 m³).  Található még egy összecsukható ülés az idegenvezető számára a bejárati ajtó mellett. 

## Gyártás és üzemeltetés
Az első LC 735 1977-ben épült, de csak egyLC1 nevű prototípusként. Erre a járműre a kétszárnyas hátsóajtó volt a jellemző. 1982-ben két LC 735 járművet állítottak elő, egyet tesztelésre, a másikat pedig a Csehszlovák Köztársaság miniszterelnöki hivatal számára. A sorozatgyártás 1983-ban kezdődött, és 1991-ig tartott, amikor a termelést elsősorban az 1980-as évek végén bekövetkezett társadalmi-gazdasági változások miatt leállították. 1977 és 1991 között összesen 6519 LC 735 busz készült. 

## Altípusok
- Karosa LC 735.00
- Karosa LC 735.20
- Karosa LC 735.22
- Karosa LC 735.40
- Karosa LC 735.1011

## Fordítás
Ez a szócikk részben vagy egészben  a   Karosa LC 735 című cseh Wikipédia-szócikk ezen változatának fordításán alapul.  Az eredeti cikk szerkesztőit annak laptörténete sorolja fel. Ez a jelzés csupán a megfogalmazás eredetét és a szerzői jogokat jelzi, nem szolgál a cikkben szereplő információk forrásmegjelöléseként.